# Ariamnes
Genre
Ariamnes est un genre d'araignées aranéomorphes de la famille des Theridiidae.

## Distribution
Les espèces de ce genre se rencontrent en Océanie, dans le Sud de l'Asie, en Afrique subsaharienne et en Amérique.

## Liste des espèces
Selon World Spider Catalog (version 26, 20/02/2025) :
- Ariamnes alepeleke Gillespie & Rivera, 2007
- Ariamnes attenuatus O. Pickard-Cambridge, 1881
- Ariamnes campestratus Simon, 1903
- Ariamnes columnaceus Gao & Li, 2014
- Ariamnes corniger Simon, 1900
- Ariamnes cylindrogaster Simon, 1889
- Ariamnes flagellum (Doleschall, 1857)
- Ariamnes haitensis (Exline & Levi, 1962)
- Ariamnes helminthoides Simon, 1907
- Ariamnes hiwa Gillespie & Rivera, 2007
- Ariamnes huinakolu Gillespie & Rivera, 2007
- Ariamnes jeanneli Berland, 1920
- Ariamnes kahili Gillespie & Rivera, 2007
- Ariamnes laau Gillespie & Rivera, 2007
- Ariamnes longissimus Keyserling, 1891
- Ariamnes makue Gillespie & Rivera, 2007
- Ariamnes melekalikimaka Gillespie & Rivera, 2007
- Ariamnes mexicanus (Exline & Levi, 1962)
- Ariamnes papua Vanuytven, Jocqué & Deeleman-Reinhold, 2025
- Ariamnes patersoniensis Hickman, 1927
- Ariamnes pavesii Leardi, 1902
- Ariamnes petilus Gao & Li, 2014
- Ariamnes poele Gillespie & Rivera, 2007
- Ariamnes russulus Simon, 1903
- Ariamnes schlingeri (Exline & Levi, 1962)
- Ariamnes setipes van Hasselt, 1882
- Ariamnes simulans O. Pickard-Cambridge, 1892
- Ariamnes triangulatus Urquhart, 1887
- Ariamnes uwepa Gillespie & Rivera, 2007
- Ariamnes waikula Gillespie & Rivera, 2007

Selon World Spider Catalog (version 23.5, 2023) :
- † Ariamnes copalis Wunderlich, 2008
- † Ariamnes resina Wunderlich, 2011

## Systématique et taxinomie
Ariadne Doleschall, 1857, préoccupé par Ariadne Audouin, 1826, a été remplacé par Ariamnes ppar Thorell en 1869. Il est placé en synonymie avec Argyrodes par Levi et Levi en 1962. Il est relevé de synonymie par Yoshida en 2001.

## Publication originale
- Thorell, 1869 : « On European spiders. Part I. Review of the European genera of spiders, preceded by some observations on zoological nomenclature. » Nova Acta Regiae Societatis Scientiarum Upsaliensis, sér. 3, vol. 7, p. 1-108 (texte intégral).